# Dwójnia
Dwójnia – singel zespołu Voo Voo promujący album Płyta z muzyką.

## Lista utworów
| 1. | "Dwójnia"                                                                              | 3:42  |
|    | - Wojciech Waglewski – muzyka i słowa - wersja z Płyty z muzyką                        |       |
| 2. | "Dwójnia"                                                                              | 3:49  |
|    | - Wojciech Waglewski – muzyka i słowa - DJ M.A.D. – remiks                             |       |
| 3. | "Nabroiło się"                                                                         | 2:51  |
|    | - Wojciech Waglewski – muzyka i słowa - DJ M.A.D. – remiks                             |       |
| 4. | "Kokoryn III"                                                                          | 2:52  |
|    | - Mateusz Pospieszalski – muzyka - Grzegorz Giermek – słowa - Jan Peszek – głos ludzki |       |
|    |                                                                                        | 13:14 |
|    |                                                                                        |       |

## Muzycy
Voo Voo w składzie:
- Wojciech Waglewski
- Mateusz Pospieszalski
- Piotr "Stopa" Żyżelewicz
- Karim Martusewicz

Kwartet Smyczkowy Leggiero w składzie:
- Grzegorz Lalek
- Marta Kwaśniak-Orzęcka
- Roman Protasik
- Patryk Rogoziński

Nagrań studyjnych dokonano w drewnianym spichlerzu w Janowcu nad Wisłą oraz w Media Studio w Warszawie.
- Piotr "Dziki" Chancewicz – mix i realizacja
- Leszek Kamiński – mix i mastering
- Julita Emanuiłow – mastering
- Zbigniew Stelmasiak – mastering